# Yue (ludy)

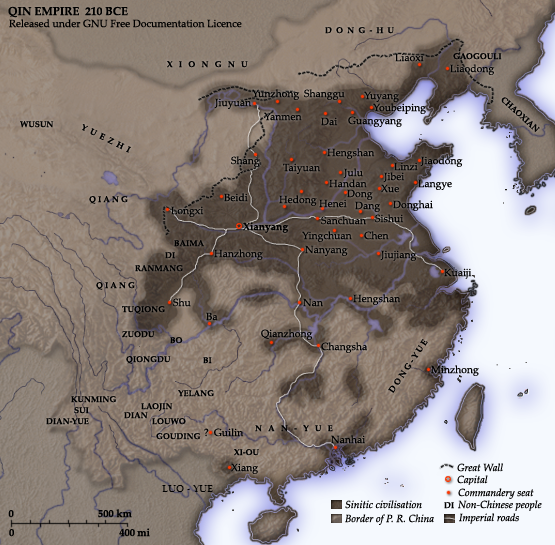
Mapa Chin dynastii Qin. Oznaczone ziemie ludów Nanyue, Dongyue i Luoyue.

Yue (chiń. 越; pinyin Yuè; Wade-Giles Yüeh; wiet. Việt) − nazwa odnosząca się do starożytnych, zarówno zsinicyzowanych, jak i niezsinicyzowanych, plemion z południa Chin, często używana również jako 100 Yue (chiń. 百越; pinyin Bǎi Yuè; wiet. Bách Việt). 

## Legenda
Pojęcie to jest związane z wietnamskim mitem, według którego plemiona zamieszkujące tereny na południe od rzeki Jangcy pochodzą od potomków mitycznych rodziców: Matki-Ptaka Âu Cơ i Ojca-Smoka Lạc Long Quâna. Lạc Long Quân był wnukiem Thần Nônga (Shennonga), mitycznego cesarza, który podzielił Ziemię między swoich dwóch synów: starszy De Nghi dostał tereny na północ od rzeki Jangcy, a młodszy Lộc Tục, ojciec Lạc Long Quâna, na południe. Według legendy Âu Cơ zniosła 100 jaj, które zostały zapłodnione przez Ojca-Smoka Lạc Long Quâna. Potomstwo zostało podzielone równo między rodziców. Âu Cơ zabrała swoich w góry, gdzie nauczyła ich uprawiać ryż, hodować jedwabniki i wszystkich umiejętności potrzebnych w gospodarstwie. Ojciec zabrał swoich nad morze, gdzie wpoił im odwagę i umiłowanie wolności. Mimo rozdzielenia potomstwo zachowało świadomość braterstwa i wspólnego pochodzenia.

## Obecnie
Obecnie nazwę Yue stosuje się głównie w odniesieniu do ludności zamieszkującej południowe Chiny i mówiącej dialektem kantońskim.